# Sankin kótai
Sankin kótai (japonsky 参覲交代 / 参覲交替, nyní běžně psáno jako 参勤交代 / 参勤交替) byla politika šógunátu Tokugawa po většinu období Edo, vytvořená v roce 1635 šógunem Iemicou Tokugawou, s cílem politicky kontrolovat daimjóy a zabránit jim v pokusech o svržení šógunátu. Většina daimjóů musela každý rok střídavě žít na svém panství a v hlavním městě šógunátu Edu. Díky tomu byli daimjóové pod neustálým dohledem bakufu. To také nutilo daimjóy mít rezidence jak ve svém panství, tak v Edu. Náklady na údržbu několika honosných sídel a na cesty do hlavního města a zpět neustále vyčerpávaly finance daimjóů, měly za důsledek značné zvyšovaní kontroly bakufu nad nimi a udržovalo je vojensky slabé. Daimjóové také museli v Edu trvale držet své manželky a děti jako rukojmí.

## Historie
Hidejoši Tojotomi zavedl podobnou politiku, kdy po svých feudálních pánech vyžadoval, aby jejich manželky a dědicové zůstávali v Ósackém hradě nebo v jeho blízkém okolí jako rukojmí, aby si zajistil jejich loajalitu. Po bitvě u Sekigahary a vzniku šógunátu Tokugawa tato praxe pokračovala v novém hlavním městě Edu jako zvyk. V roce 1635 byla tato povinnost zavedena pro tozama daimjó (外様大名; vnější pány) a od roku 1642 pro fudai daimjó (譜代大名; vnitřní pány). S výjimkou osmiletého období za vlády Jošimuneho Tokugawy zůstával zákon v platnosti až do roku 1862.

### Předchůdci
Systém sankin kótai byl přirozeným vyústěním již existujících praktik, které tokugawský šógunát rozšířil, aby podpořil své vlastní politické zájmy. Velkou zásluhu na tom, že nově vzniklý šógunát mohl poraženým daimjóům snadno vnutit sankin kótai, měly právě jeho přímí předchůdci.

#### Období Kamakura
Filosof z období Edo Banzan Kumazawa napsal ve svém díle Daigaku wakumon (大学或問), že Kamakurský šógunát měl svou vlastní verzi sankin kótai, která nutila gokeniny navštěvovat dvůr šóguna v Kamakuře na padesát dní jednou za tři roky. Kumazawa tvrdil, že jeho popis je založen na záznamech uchovávaných potomky starých rodů z Kamakury, ale moderním vědě se nepodařilo potvrdit existenci takových podrobných pravidel. Existují však důkazy, že v období Kamakura, alespoň teoreticky, gokenini dlužili nějaký druh služby u dvora šóguna. Povinná služba ójuka zavazovala gokeniny sloužit u dvora šóguna po dobu jednoho měsíce. Byli také povinni doprovázet šóguna při zvláštních příležitostech, jako byly svatby a pohřby.
Hlavní povinností gokeninů byla óban' jaku (大番役), což byla periodická strážní služba v Kjótu a Kamakuře. Tato povinnost vznikla jako veřejná služba pro válečnickou třídu, která je nutila vykonávat strážní službu v Kjótu po jeden rok každé tři roky. V roce 1186 učinil Joritomo Minamoto tuto službu povinnou pro gokeniny a zkrátil její trvání na šest měsíců, a později na tři. V roce 1275 byl podobný systém zaveden v Kamakuře, kde gokenini z východního Japonska museli sloužit jeden měsíc ročně. Důležití gokenini, kteří vykonávali strážní službu v Kamakuře často, dokonce i ti ze vzdálenějších oblastí západního Japonska, si v Kamakuře udržovali rezidence. Také bylo běžnou praxí, že šugo a džitó posílali své syny sloužit ke dvoru šóguna jako rukojmí. V některých případech byly celé rodiny drženy v Kamakuře.
Tyto povinnosti gokeninů v Kamakuře měly omezující efekt na místní nezávislost, podobně jako přísnější systém sankin kótai, který vznikl v období Edo. Šimmi Kičidži tvrdil, že dlouhodobá nepřítomnost gokeninů na jejich lénech kvůli jejich povinné přítomnosti v hlavním městě zpozdila rozvoj skutečného feudalismu v Japonsku.

## Popis
Detaily se měnily v průběhu 26 dekád Tokugawské vlády, ale obecně platilo, že daimjóové všech han (藩, knížectví) se museli periodicky stěhovat mezi hlavním městem a svým lénem, obvykle trávili střídavé roky na každém místě. Jejich choťe a dědicové měli povinnost zůstávat v Edu jako rukojmí, zatímco byli pryč. Výdaje nezbytné pro udržování přepychových rezidencí na obou místech a pro procesí do a z Eda způsobovaly finanční potíže daimjóům, což jim znemožňovalo vést válku. Časté cestování daimjóů podporovalo výstavbu silnic a stavbu hostinců a zařízení podél cest, což generovalo ekonomickou aktivitu.
Existovalo několik výjimek pro některé fudai daimjóy v blízkosti Eda, kteří mohli střídat svou přítomnost v Edu každých šest měsíců. Dočasné výjimky byly také občasně udělovány kvůli nemoci nebo extrémním mimořádným okolnostem.
V zásadě byl systém vojenskou službou pro šóguna. Každý daimjó byl povinen poskytnout určitý počet samurajů v souladu s hodnocením kokudaka (石高; zemědělský výnos léna). Tito samurajové doprovázeli daimjóa na procesích do a z Eda a tím demonstrovali sílu knížectví.
S stovkami daimjóů, kteří každoročně vstupovali nebo opouštěli Edo, byla procesí (大名行列, daimjó gjórecu) téměř každodenními událostmi v hlavním městě. Hlavní trasy do provincií se označovaly jako gokaidó. Speciální ubytování, hondžin (本陣), bylo k dispozici daimjóům během jejich cest.

## Dopady
Náklady na udržování honosných rezidencí jak v Edu, tak ve svém dominiu, stejně jako nákladné každoroční cesty do a z Eda, byly pro daimjóy katastrofální a výrazně posílily politickou kontrolu uvalenou politikou sankin kótai. Hlavním zdrojem peněz pro většinu daimjóy byla především přebytečná rýže, jejíž množství bylo omezeno relativní nepružností produkčních kapacit han, takže příjmy daimjóů nebyly schopny držet krok s jejich rostoucími finančními potřebami, to je nutilo půjčovat si. Výdaje na dodržení povinností plynoucí ze sankin kótai pravidelně tvořily 70 až 80 procent celkových ročních výdajů daimjóů. Ekonomické programy, snahy o zvýšení produkce a zvláštní daně jako byla daň agemai, tedy 1% odvod daimjóů režimu a zkrácení povinného pobytu v Edu na půl roku, nenabídly ale žádné trvalé řešení. Během období Genroku byl prakticky každý daimjó hluboce zadlužen kvůli vysokým výdajům. Dokonce i nejbohatší vazalský klan Maeda z Kagy, začal v této době čelit finančním potížím.

## Podobná politika
Král Ludvík XIV. zavedl podobnou praxi po dostavění svého zámek ve Versailles, kdy vyžadoval, aby francouzská šlechta, zejména starobylá Noblesse d’épée (Šlechta meče), trvala šest měsíců každý roku v paláci, z podobných důvodů jako japonští šógunové. Šlechtici měli za úkol asistovat králi při jeho každodenních povinnostech a státních i osobních funkcích, včetně stravování, večírků a pro privilegované také vstávání z postele a uléhání, koupání a chození do kostela.

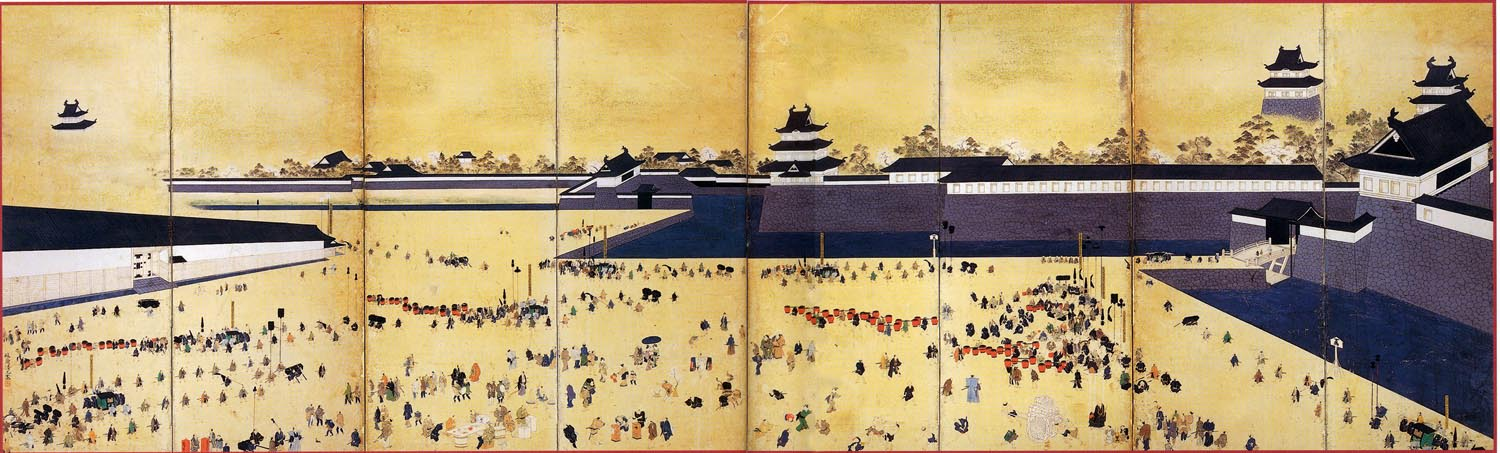
Obraz od Kjósaje Kijomicua 1847 audience s daimjóy a jejich doprovodem z han Okajama (pravý panel 1), Fukuoka (panel 4), Kurume (panel 5), Tottori (panel 6), Sacumy, Izumo (obě panel 7) a Sendai (levý panel 8) na hradě Edo.